# تیم ملی فوتبال زیر ۲۱ سال جمهوری ایرلند
تیم ملی فوتبال زیر ۲۱ سال جمهوری ایرلند (انگلیسی: Republic of Ireland national under-21 football team) یا تیم ملی فوتبال جوانان جمهوری ایرلند، نماینده کشور جمهوری ایرلند در مسابقات فوتبال جوانان اروپا و جهان است که زیر نظر اتحادیه فوتبال ایرلند فعالیت می‌کند.